# Comitato di Niš
Il Comitato di liberazione serbo del Sangiaccato di Niš, noto come Comitato di Niš (in serbo Нишки комитет?, Niški komitet) era un'organizzazione rivoluzionaria serba (movimento di liberazione nazionale) con sede a Niš. Venne fondato nel 1874 con l'obiettivo di liberare non solo Niš e le sue immediate vicinanze, ma anche l'intero Sangiaccato di Niš, compresi Leskovac, Pirot, Vranje, Breznica e Tran, dalle mani dell'Impero ottomano.

## Sfondo
- Rivoluzione serba
- Rivolte in Serbia del 1832/1833, le cui nahija furono fuse nel Principato di Serbia
- Rivolta di Niš del 1841

## Storia

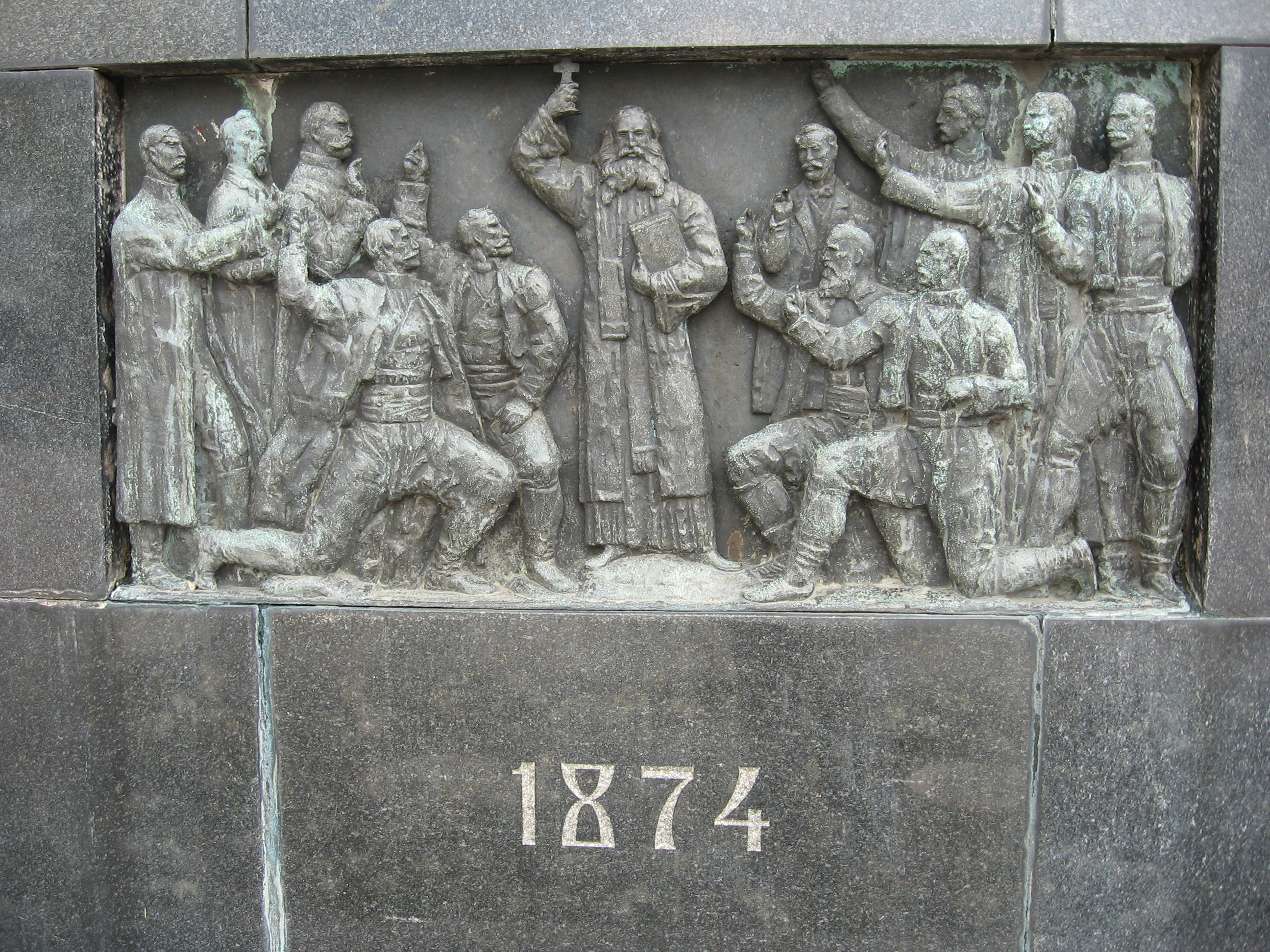
Monumento ai liberatori di Niš - particolare (un lato) raffigurante l'istituzione del comitato.

Il 24 febbraio 1874, il "Comitato di liberazione serbo per il Sangiaccato di Niš", noto semplicemente come Comitato di Niš, fu fondato e organizzato da Kole Rašić, Todor Milovanović, Dimitrije Đorđević, Milan Novičić, Tasko Tasa Uzunović, Đorđe Pop-Manić, Mihajlo Božidarac e Todor Stanković. Si riunirono nella casa di Božidarac e il sacerdote ortodosso Petar Ikonomović che prestò giuramento sulla croce cristiana e sul Vangelo, in ricordo dell'Assemblea di Orašac (1804). Rašić fu dichiarato vojvoda.
(Petar Ikonomović, sacerdote di Niš (24 febbraio 1874))

## Conseguenze
- Rivolta di Kumanovo